# Victoriano Sarmientos
Víctoriano Sarmientos (né le 18 décembre 1956) est un joueur de volley-ball cubain. Il participe aux Jeux olympiques d'été de 1976. Lors de ces Jeux olympiques, il remporte la médaille de bronze en jouant l'intégralité des six matchs de la compétition. 

## Palmarès

### Jeux olympiques
- Jeux olympiques de 1976 à Montréal,  Canada
  -  Médaille de bronze.